# Lué (rivière)
Pour l’article ayant un titre homophone, voir Lué.
La Lué est une rivière du Nord de l'Angola. Elle départage la province de Bengo au nord, sur sa rive gauche, et la province de Uíge au sud, sur sa rive droite, depuis sa source jusqu'à sa confluence avec le fleuve Loje.

## Sources
(pt) Ministério do Ultramar - Gabinete do Ministro, « Decreto n.o 50/71 », Diário do Governo, 1re série, nos 45/1971,‎ 23 février 1971 (lire en ligne)